# Clubiona latericia
Clubiona latericia är en spindelart som beskrevs av Kulczynski 1926. Clubiona latericia ingår i släktet Clubiona och familjen säckspindlar. Inga underarter finns listade i Catalogue of Life.